# La Guerre de Murphy
Pour plus de détails, voir Fiche technique et Distribution.
La Guerre de Murphy (Murphy's War) est un film de guerre britannique réalisé par Peter Yates, sorti en 1971.

## Synopsis
Dans les derniers jours de la Seconde Guerre mondiale, le Mount Kyle, un cargo britannique est torpillé par un U-Boot dans le delta de l'Orénoque, un fleuve du Venezuela, et l'équipage est massacré. Murphy, simple cuistot irlandais, est l'un des deux seuls survivants avec un pilote aviateur, le lieutenant Ellis qui est grièvement blessé. Ils trouvent refuge dans une mission dirigée par le Docteur Hayden, une femme médecin quaker, auprès de laquelle est abandonné depuis le début de la guerre Louis Brezon, un ingénieur français travaillant pour une compagnie pétrolière. Ayant intercepté une conversation radio, les Allemands se présentent à la mission, abattent Ellis afin que personne ne retrouve leurs traces et détruisent la radio. Bien décidé à se venger, Murphy répare l'hydravion du lieutenant Ellis et s'en va bombarder le sous-marin. Il le rate et le U-Boot surgit afin de détruire la mission. Murphy décide alors de retrouver le U-Boot et de le couler afin de venger la mort de ses amis, quand on apprend la fin de la guerre. Mais la fin de la Seconde Guerre mondiale ne met pas fin à la colère de Murphy qui cherche ensuite toujours à se venger.

## Fiche technique
- Titre original : Murphy's War
- Titre français : La Guerre de Murphy
- Réalisation : Peter Yates, assisté de Luis Armando Roche et John Glen (non crédité)
- Scénario : Stirling Silliphant d'après le roman de Max Catto
- Production : Michael Deeley (Hemdale (en))
- Musique : Ken Thorne et John Barry
- Photographie : Douglas Slocombe et Ronnie Taylor (prises de vues aériennes)
- Montage : John Glen, Frank P. Keller
- Pays d'origine :  Royaume-Uni
- Langue originale : anglais et allemand
- Format : Couleurs - 2,35:1 - 35 mm - Mono
- Durée : 105 minutes
- Genre : Drame, guerre
- Dates de sortie :
  -  Royaume-Uni : 13 janvier 1971 (première à Londres)
  -  France : 27 janvier 1971[2]

## Distribution
- Peter O'Toole (VF : Marc de Georgi)  : Murphy
- Siân Phillips  (VF : Nathalie Nerval) : Dr Hayden
- Philippe Noiret  (VF : lui-même) : Louis Brezon
- John Hallam (VF : Jacques Thébault) : Lt. Ellis, pilote de l'hydravion du RN/MS Mount Kyle
- Horst Janson (VF : Claude Vernier) : Cmdr. Lauchs, le capitaine du sous-marin allemand
- Ingo Mogendorf (de) : Lt. Voght, un officier du sous-marin[2]

## Autour du film
(septembre 2012).
Si vous disposez d'ouvrages ou d'articles de référence ou si vous connaissez des sites web de qualité traitant du thème abordé ici, merci de compléter l'article en donnant les références utiles à sa vérifiabilité et en les liant à la section « Notes et références ».
Le roman « Murphy's War » est tout entier bâti sur la loi des probabilités connue sous le nom de Loi de Murphy édictée par l'ingénieur aérospatial Edward A. Murphy Jr..
Le U-Boot est représenté par un sous-marin américain de la classe Balao : il s'agit de l'ancien USS Tilefish (SS-307) (en) mis en service en 1943, vendu à la Marine du Venezuela en 1960 et renommé ARV Carite (S-11). Le film a été tourné sur les côtes vénézuéliennes, plus particulièrement à l'embouchure du fleuve Orénoque.
La barge de la compagnie pétrolière est un Landing Craft Tank privé de ses blindages et équipé d'une grue.
L'hydravion est un Grumman J2F Duck, entièrement restauré par le Musée national de l'United States Air Force situé dans l'Ohio. Dans le roman, l'avion utilisé dans l'aventure est un Fairey Swordfish.